# Navržení krátké o obnovení škol v království českém
Navržení krátké o obnovení škol v Království Českém je kniha Jana Amose Komenského, kde prezentoval své názory na reformu školství v Českých zemích.
Komenský byl jednoznačným zastáncem svobodného, rovného a demokratického přístupu ke vzdělání. Všechny děti do 12 let by se měly naučit číst a psát ve svém mateřském jazyce. Školy by měly sloužit nejen jako informační zdroj pro žáky, nýbrž i jako výchovný a formující prostředek, a to v duchu křesťanských mravů a víry.

## Vznik díla
Navržení krátké... vzniklo v roce 1632 v Lešnu, kdy Komenský pracoval na své Didaktice. Po vpádu saských vojsk do Čech vznikla pro české exulanty naděje, že se budou moci vrátit do vlasti a někteří se vraceli. Komenský Navržení krátké... urychleně sepsal, ale po bitvě u Lützenu naděje na návrat skončily.

## Šestileté etapy vzdělávání
Komenský vycházel ze své představy o etapách vývoje člověka a jeho výchovy a vzdělávání. K růstu lidského těla, ale i mysli a vědomostí postačuje 24 let. Těchto 24 let rozdělil na 4 etapy po 6 letech, které nazval jako tzv. „sexenia“. Každý rok sexenia odpovídá jedné „classis“, během které je nutno zvládnout určitý úkol – „pensum“. Pensum má být také přiměřeně rozplánováno podle Komenského didaktických zásad – od jednoduchého ke složitému, od známého k neznámému. Každý rok je nutné, aby žák penzum splnil a postoupil tak do další třídy.
Podíváme se teď blíže na jednotlivá sexenia. Komenský každému sexeniu přiřadil jeden typ školy. Od narození do šesti let věku mělo být dítě vychováváno v tzv. škole mateřské. Mateřská škola znamená výchovu v rodině, svojí matkou.
V 6 letech mělo podle Komenského dítko povinně nastoupit do školy obecné. Zde se měli žáci naučit číst a psát ve svém mateřském jazyce. Obecné školy měly být zřizovány v každé obci. Žáci měli setrvat do svých 12 let.
Školu latinskou měli žáci navštěvovat do 18 let a naučit se zde číst a psát latinsky. Tato škola měla být v každém krajském městě. A konečně nejvyšším stupněm vzdělávání a završením studií měla být akademie nacházející se v hlavním městě. Zde se měli studenti vzdělávat ve čtyřech hlavních odvětvích – teologie, medicína, právo a filozofie.

## Metody
Aby se Komenského návrhy daly zrealizovat, bylo nutné ustanovit metody, jakými postupovat, aby každá činnost žáků měla smysl a navazovala jedna na druhou. Dnes bychom to mohli nazvat učebními osnovami. Komenský navrhl, aby byly napsány pro každý stupeň vzdělávání příslušné knihy, a to jak pro žáky – dnes bychom řekli učebnice – tak pro učitele. Takové příručky pro učitele nazýval Komenský „informatoria“. Dochovalo se však pouze jediné informatorium - Informatorium školy mateřské.
Pokud jde o organisaci výuky, Komenský navrhl systém hromadného vyučování s jedním stálým učitelem – tzv. „preceptorem“- ve třídě. Ten měl přednášet všem žákům, stejně jako „…jedno slunce na výsosti stojíc, jedněmi a týmiž paprsky osvěcuje a zahřívá všecku zemi, tak preceptor na katedře stoje, jedněmi a týmiž slovy, jedním a týmž před oči psaním a malováním, všechno všechněm ukazovati můž“.
Vyučovací hodina měla být také rozdělena na určité navazující části. V první čtvrthodině měl učitel vysvětlit novou látku. Ve druhé čtvrthodině tuto látku měli žáci sami opakovat to, co jim učitel předložil, zbytek hodiny měl učitel zkoušet. A i když by třeba každou hodinu probral jen málo, žáci si opakováním hodně zapamatují a poznatky si upevní.
Aby však učitel nebyl na všechno sám, mohl si přizvat pomocníky – tzv. „decuriony“ - z řad žáků, kteří již daný ročník absolvovali. Ti měli sledovat docházku, zda je každý žák na hodinu připraven, měli také pomáhat žákům, kteří měli se zvládnutím učiva problémy.  Na deset žáků měl připadnout jeden decurion.

## Komenského návrhy a současné školství
Organizace dnešního školského systému vděčí za mnohé právě Komenského myšlenkám. Například respektuje Komenského rozdělení etap vývoje člověka po šesti letech – do 1. třídy nastupují žáci v 6 letech, 2. stupeň základních škol začíná zpravidla od 12 let žáka, kolem 18. roku končí žáci střední školu. Hromadné vyučování je běžnou formou výuky na našich školách. Avšak Komenského myšlenky byly do praxe uvedeny mnohem později než v době jejich vzniku.

## Česká vydání
- 1849 – IN: Jana Amosa Komenského Didaktika ; téhož 1. Nawržení krátké o obnowení škol w králowstwí českém ; 2. Příslowí, čili, Maudrost starých předků za zrcadlo wystawená potomkům (W Praze, Nákladem Českého museum, W Kommissí u Řiwnáče)
- 1872 – IN: Didaktika, to jesť, Umění umělého vyučování : kterak by totiž člověk dřív než na tělo vzroste a stav svůj začne, všemu tomu, což ku potřebě a ozdobám přítomného i budoucího života přináleží, šťastně, snadně, plně vyučen a tak potěšené k životu obojímu nastrojem býti mohl ... (V Praze, I.L. Kober)
- 1958 – IN: Vybrané spisy Jana Amose Komenského. Svazek 1, Slovo úvodní, Navržení krátké o obnovení škol v Království českém, Velká didaktika, Informatorium školy mateřské, Brána jazyků otevřená (redakce Jan Patočka et al.; Praha, Státní pedagogické nakladatelství)
- 1973 – IN: Dílo Jana Amose Komenského = Johannis Amos Comenii opera omnia. 11 (vědecký redaktor Bohuslav Havránek;  Praha, Academia,  1973)